# واترپلو در المپیک تابستانی ۲۰۰۰
واترپلو در بازی‌های المپیک تابستانی ۲۰۰۰ نام رویداد ورزش واترپلو در بازی‌های المپیک تابستانی بود که در سال ۲۰۰۰ برگزار شد. این مسابقات در سیدنی برگزار شد. شش کشور در مسابقات واترپلو زنان شرکت کرده بودند که کشور میزبان توانست مدال طلا را کسب کند.
دوازده کشور در مسابقات واترپلو مردان شرکت کرده بودند که در کل ۴۸ مسابقه انجام دادند. مجارستان توانست روسیه را برای کسب مدال طلا شکست دهد و به مدال طلا دست یابد.